# Vanessa Petruo
Vanessa Anneliese Petruo (Berlino, 23 ottobre 1979) è una cantante e doppiatrice tedesca, balzata al successo come componente della girlband No Angels.

## Biografia
Vanessa Petruo è la prima di tre figli (Jan-Alexander e Priszilla) di Thomas e Mercedes Petruo. È tedesca da parte di padre e peruviana da parte di madre. È una figlia d'arte. Il padre è un attore professionista, il nonno Heinz presentava un famoso programma in radio.
A sette anni Vanessa inizia a cantare, ballare e recitare e durante l'adolescenza colleziona diverse apparizioni in tv ed esperienze con la sua band. Dopo le superiori si iscrive all'università, ma abbandona gli studi per lavorare a MTV Germania e N24. Nel 1998 ottiene una parte nella famosa soap opera tedesca Gute Zeiten, schlechte Zeiten.

## No Angels
Nel 2000 grazie ad una fortunata coincidenza Vanessa decide di partecipare alle audizioni del reality show Popstars. Entra in competizione con altre migliaia di donne, e impressiona la giuria formata da Simone Ange, Rainer Moslener e Mario M. Mendryzcki con una personale versione di Ain't no sunshine di Bill Withers. Raggiunge facilmente le finali con altre dieci ragazze e nel novembre 2000 la giuria la sceglie per far parte delle No Angels.
Nei quattro mesi successivi la Cheyenne Records, casa discografica del gruppo, studia il look e il sound delle ragazze e nell'aprile 2001 viene pubblicato il singolo di debutto Daylight in your eyes, contenuto nel primo album Elle'ments. Sia il singolo che l'album registrano un successo inaspettato, entrambi raggiungono la vetta della classifiche tedesche, austriache e svizzere.
Nei due anni successivi il gruppo realizza altri due album (Now...Us! e Pure) e un album swing di successo (When the angels swing). Dei dodici singoli estratti, quattro raggiungono la numero 1 e altri 10 la top ten, rendendo le No Angels, la girlband più popolare della loro era, con oltre 5 milioni di dischi venduti.
Il 5 settembre 2003 la band annuncia lo scioglimento e le componenti proseguono tutte la carriera solista, in tv, nel teatro e nel cinema. L'uscita della raccolta The Best of No Angels segna la fine della carriera del gruppo. Nel 2007 è annunciata la reunion del gruppo, alla quale però non prende parte Vanessa.

## Carriera solista
Nell'estate 2004 Vanessa scrive e produce, con lo pseudonimo Vany, il primo singolo Dramaqueen. Il brano raggiunge la posizione #11 della classifica tedesca rivelandosi un buon successo. L'uscita del secondo singolo Pop that melody, prodotto dal Mousse T., viene cancellata senza alcun motivo, nonostante sia stato già girato il videoclip del brano e per un paio di mesi Vanessa continua a lavorare per l'etichetta Polydor come semplice impiegata.
Dopo aver rescisso il contratto con la Polydor, Vanessa recita nella serie tv tedesca Wilde Engel, nata sulla falsariga della famosa serie Charlie's Angels e mandata in onda nell'aprile 2005. Inoltre presta la voce per due lungometraggi d'animazione: Lilo & Stitch e Back to Gaya. Firma un nuovo contratto con la Universal Records e realizza il nuovo singolo Hot blooded woman, inserito nel primo album Mama Lilla Would, uscito nel novembre 2005. La critica apprezza entrambi i lavori, che non riscontrano però i favori del pubblico. Nonostante ciò la casa discografica decide di far passare in radio un secondo singolo Break my wings. Nel settembre 2006 Vanessa recita nel film Wo ist fred?. Attualmente Vanessa è in studio per registrare il suo secondo album. Sul sito personale Myspace.com è possibile ascoltare una ventina di demo. L'uscita del nuovo album è prevista per 2008.

## Discografia

### Dramaqueen(2004)
1. Dramaqueen (radio/video edit)
2. Dramaqueen (club mix)
3. Dramaqueen (extended version)
4. Dramaqueen (instrumental)

### Hot blooded woman(2005)
1. Hot blooded woman
2. I don't need a gun
3. Hot blooded woman (instrumental)
4. Hot blooded woman (video)

### Mama Lilla Would(2005)
1. Superbad
2. I don't need a gun
3. Ha ha, don't waste your time
4. Don't mama me!
5. B.B.B.
6. Break my wings
7. Did I lilla you?
8. Made of stone
9. Hot blooded woman
10. Cause I would...
11. Call Dr.Music
12. Father
13. Can't change it
14. Why?
15. Miss Celie's blues

## Filmografia
- Gute Zeiten, schlechte Zeiten (1998) - serie TV
- Der Kleine Eisbär (2001) - voce
- Lilo & Stitch (2002) - voce
- SOKO 5113 (2003) - serie TV
- Back to Gaya (2004) - voce
- Der Wixxer (2004)
- Wilde Engel (2005) - serie TV
- Wo ist Fred? (2006)